# Zygia inaequalis
Zygia inaequalis  es una especie de plantas fanerógamas perteneciente a la familia de las leguminosas (Fabaceae). Es originario de Centroamérica.

## Descripción
Son árboles, que alcanzan un tamaño de  hasta 8 m de alto; ramas y tallos escasamente hirsútulos, glabrescentes. Hojas de hasta 18 cm de largo, pinnas de 6–9 cm de largo, hispídulas; folíolos 7 por pinna, ampliamente elípticos a elípticos, de 3.5–12 cm de largo y 2–6 cm de ancho, ápice y base agudos, glabros con excepción de los nervios en el envés, nervadura broquidódroma, nervio principal central, una glándula circular 0.3 mm de diámetro entre los dos últimos pares de folíolos; pecíolos 3–4 (–7) mm de largo, hirsútulos, con una glándula ca 3 mm de diámetro entre las pinnas, estípulas caducas, 2.5 (–5) mm de largo. Inflorescencias en espigas cortas de hasta 2 cm de largo, pedúnculos de hasta 5 mm de largo, pubescentes, bráctea floral clavada, 1.5 mm de largo, pubescente hacia el ápice, flores blanquecinas; cáliz tubular, 3–3.5 mm de largo, pubescente, con 5 lobos muy asimétricos, corola tubular, 7–7.5 mm de largo, 4 o 5-lobada, estriada; tubo estaminal exerto, 9 mm de largo, ovario 1.5 mm de largo, glabro, sésil; nectario intrastaminal ca 0.4 mm de largo. Fruto ligeramente curvo o enrollado, hasta 12 cm de largo y 2.5 cm de ancho, indehiscente, márgenes no constrictos entre las semillas, valvas coriáceas, el epicarpio se parte y deja ver la textura fibrosa del mesocarpo, densamente puberulentas, café obscuras, sésil; semillas maduras no vistas.

## Distribución y hábitat
Es una especie  rara, se encuentra en los márgenes de ríos, pluvioselvas, en la zona atlántica; 0–50 m; desde Nicaragua, Venezuela a Perú y Brasil. Esta especie se distingue por sus folíolos de nervadura muy marcada en ambas superficies, raquillas pubescentes y fruto coriáceo y verrugoso.

## Taxonomía
Zygia inaequalis fue descrita por (Willd.) Pittier y publicado en Trabajos del Museo Comercial de Venezuela 2: 69. 1927.
Sinonimia
- Feuilleea inaequalis (Willd.) Kuntze
- Inga inaequalis Willd. basónimo
- Mimosa inaequalis (Willd.) Poir.
- Pithecellobium bicolor Benth.
- Pithecellobium foreroi Barbosa
- Pithecellobium inaequale (Willd.) Benth.
- Pithecellobium longiramosum Ducke
- Pithecellobium pilosulum Pittier
- Pithecolobium inaequale (Willd.) Benth.
- Pithecolobium pilosulum Pittier
- Zygia foreroi (Barbosa) L.Rico
- Zygia longiramosa (Ducke) L.Rico
- Zygia pilosula (Pittier) Britton & Rose[2]